# Gruppspelet i Svenska cupen i fotboll 2017/2018
Gruppspelet i Svenska cupen i fotboll 2017/2018 spelades från den 9 februari till den 4 mars 2018. Gruppspelet bestod av 32 lag som delades upp i åtta grupper med fyra lag i varje grupp. Alla lag i varje grupp spelade mot varandra en gång. Varje gruppvinnare gick vidare till kvartsfinal.

## Grupper

### Grupp 1
| Nr | Lag               | S | V | O | F | GM | IM | MS | P |
| -- | ----------------- | - | - | - | - | -- | -- | -- | - |
| 1  | Malmö FF          | 3 | 3 | 0 | 0 | 7  | 1  | +6 | 9 |
| 2  | IF Brommapojkarna | 3 | 2 | 0 | 1 | 5  | 3  | +2 | 6 |
| 3  | Dalkurd FF        | 3 | 0 | 1 | 2 | 2  | 5  | −3 | 1 |
| 4  | Gefle IF          | 3 | 0 | 1 | 2 | 2  | 7  | −5 | 1 |

|             | 18 februari 2018 | Malmö FF                    | 1 – 0           | Dalkurd FF | Malmö IP                                                       |                                                                |
| 17:00 UTC+1 | 17:00 UTC+1      | Markus Rosenberg 87′ (str.) | (0 – 0) Rapport |            | Malmö Publik: 4 566<refname="MFFDFF"/> Domare: Magnus Lindgren | Malmö Publik: 4 566<refname="MFFDFF"/> Domare: Magnus Lindgren |
| 17:00 UTC+1 | 17:00 UTC+1      |                             |                 |            | Malmö Publik: 4 566<refname="MFFDFF"/> Domare: Magnus Lindgren | Malmö Publik: 4 566<refname="MFFDFF"/> Domare: Magnus Lindgren |
| 17:00 UTC+1 | 17:00 UTC+1      |                             |                 |            | Malmö Publik: 4 566<refname="MFFDFF"/> Domare: Magnus Lindgren | Malmö Publik: 4 566<refname="MFFDFF"/> Domare: Magnus Lindgren |

|             | 18 februari 2018 | IF Brommapojkarna                              | 2 – 0           | Gefle IF | Grimsta IP                                   |                                              |
| 17:00 UTC+1 | 17:00 UTC+1      | Gustav Sandberg Magnusson 56′ Bajram Ajeti 87′ | (0 – 0) Rapport |          | Stockholm Publik: 110 Domare: Fredrik Klitte | Stockholm Publik: 110 Domare: Fredrik Klitte |
| 17:00 UTC+1 | 17:00 UTC+1      |                                                |                 |          | Stockholm Publik: 110 Domare: Fredrik Klitte | Stockholm Publik: 110 Domare: Fredrik Klitte |
| 17:00 UTC+1 | 17:00 UTC+1      |                                                |                 |          | Stockholm Publik: 110 Domare: Fredrik Klitte | Stockholm Publik: 110 Domare: Fredrik Klitte |

|             | 25 februari 2018 | IF Brommapojkarna                         | 2 – 0           | Dalkurd FF | Grimsta IP                                |                                           |
| 15:00 UTC+1 | 15:00 UTC+1      | Marko Nikolic 31′ Martin Rauschenberg 51′ | (1 – 0) Rapport |            | Stockholm Publik: 600 Domare: Victor Wolf | Stockholm Publik: 600 Domare: Victor Wolf |
| 15:00 UTC+1 | 15:00 UTC+1      |                                           |                 |            | Stockholm Publik: 600 Domare: Victor Wolf | Stockholm Publik: 600 Domare: Victor Wolf |
| 15:00 UTC+1 | 15:00 UTC+1      |                                           |                 |            | Stockholm Publik: 600 Domare: Victor Wolf | Stockholm Publik: 600 Domare: Victor Wolf |

|             | 25 februari 2018 | Gefle IF | 0 – 3           | Malmö FF                                                            | Gavlevallen                            |                                        |
| 19:00 UTC+1 | 19:00 UTC+1      |          | (0 – 2) Rapport | 18′ Alexander Jeremejeff 24′ Rasmus Bengtsson 89′ Carlos Strandberg | Gävle Publik: 283 Domare: Glenn Nyberg | Gävle Publik: 283 Domare: Glenn Nyberg |
| 19:00 UTC+1 | 19:00 UTC+1      |          |                 |                                                                     | Gävle Publik: 283 Domare: Glenn Nyberg | Gävle Publik: 283 Domare: Glenn Nyberg |
| 19:00 UTC+1 | 19:00 UTC+1      |          |                 |                                                                     | Gävle Publik: 283 Domare: Glenn Nyberg | Gävle Publik: 283 Domare: Glenn Nyberg |

|             | 4 mars 2018 | Dalkurd FF                        | 2 – 2           | Gefle IF                                   | Gavlevallen                           |                                       |
| 17:00 UTC+1 | 17:00 UTC+1 | Ammar Ahmed 33′ Yukiya Sugita 57′ | (1 – 1) Rapport | 26′ Piotr Johansson 88′ Sebastian Sandlund | Gävle Publik: 250 Domare: Victor Wolf | Gävle Publik: 250 Domare: Victor Wolf |
| 17:00 UTC+1 | 17:00 UTC+1 |                                   |                 |                                            | Gävle Publik: 250 Domare: Victor Wolf | Gävle Publik: 250 Domare: Victor Wolf |
| 17:00 UTC+1 | 17:00 UTC+1 |                                   |                 |                                            | Gävle Publik: 250 Domare: Victor Wolf | Gävle Publik: 250 Domare: Victor Wolf |

|             | 4 mars 2018 | Malmö FF                                                            | 3 – 1           | IF Brommapojkarna | Malmö IP                                        |                                                 |
| 17:00 UTC+1 | 17:00 UTC+1 | Alexander Jeremejeff 31′ Carlos Strandberg 46′ Mattias Svanberg 64′ | (1 – 0) Rapport | 59′ Bajram Ajeti  | Malmö Publik: 3 155 Domare: Kristoffer Karlsson | Malmö Publik: 3 155 Domare: Kristoffer Karlsson |
| 17:00 UTC+1 | 17:00 UTC+1 |                                                                     |                 |                   | Malmö Publik: 3 155 Domare: Kristoffer Karlsson | Malmö Publik: 3 155 Domare: Kristoffer Karlsson |
| 17:00 UTC+1 | 17:00 UTC+1 |                                                                     |                 |                   | Malmö Publik: 3 155 Domare: Kristoffer Karlsson | Malmö Publik: 3 155 Domare: Kristoffer Karlsson |

### Grupp 2
| Nr | Lag          | S | V | O | F | GM | IM | MS | P |
| -- | ------------ | - | - | - | - | -- | -- | -- | - |
| 1  | AIK          | 3 | 3 | 0 | 0 | 7  | 3  | +4 | 9 |
| 2  | Halmstads BK | 3 | 1 | 1 | 1 | 7  | 4  | +3 | 4 |
| 3  | Syrianska FC | 3 | 1 | 0 | 2 | 6  | 10 | −4 | 3 |
| 4  | IK Oddevold  | 3 | 0 | 1 | 2 | 5  | 8  | −3 | 1 |

|             | 17 februari 2018 | AIK                              | 2 – 1           | Syrianska FC       | Tele2 Arena                                  |                                              |
| 14:00 UTC+1 | 14:00 UTC+1      | Henok Goitom 13′ Ahmed Yasin 52′ | (1 – 1) Rapport | 30′ Johannes Ercan | Stockholm Publik: 8 000 Domare: Johan Krantz | Stockholm Publik: 8 000 Domare: Johan Krantz |
| 14:00 UTC+1 | 14:00 UTC+1      |                                  |                 |                    | Stockholm Publik: 8 000 Domare: Johan Krantz | Stockholm Publik: 8 000 Domare: Johan Krantz |
| 14:00 UTC+1 | 14:00 UTC+1      |                                  |                 |                    | Stockholm Publik: 8 000 Domare: Johan Krantz | Stockholm Publik: 8 000 Domare: Johan Krantz |

|             | 17 februari 2018 | IK Oddevold       | 1 – 1           | Halmstads BK           | Kamratgården                                   |                                                |
| 14:00 UTC+1 | 14:00 UTC+1      | Daniel Krezic 29′ | (1 – 0) Rapport | 58′ (sjm.) Besim Alimi | Uddevalla Publik: 408 Domare: Granit Maqedonci | Uddevalla Publik: 408 Domare: Granit Maqedonci |
| 14:00 UTC+1 | 14:00 UTC+1      |                   |                 |                        | Uddevalla Publik: 408 Domare: Granit Maqedonci | Uddevalla Publik: 408 Domare: Granit Maqedonci |
| 14:00 UTC+1 | 14:00 UTC+1      |                   |                 |                        | Uddevalla Publik: 408 Domare: Granit Maqedonci | Uddevalla Publik: 408 Domare: Granit Maqedonci |

|             | 24 februari 2018 | IK Oddevold                | 1 – 2           | AIK                                   | Kamratgården                                      |                                                   |
| 16:00 UTC+1 | 16:00 UTC+1      | Liridon Selmani 43′ (str.) | (1 – 2) Rapport | 9′ Tarik Elyounoussi 25′ Nabil Bahoui | Uddevalla Publik: 1 118 Domare: Mohammed Al-Hakim | Uddevalla Publik: 1 118 Domare: Mohammed Al-Hakim |
| 16:00 UTC+1 | 16:00 UTC+1      |                            |                 |                                       | Uddevalla Publik: 1 118 Domare: Mohammed Al-Hakim | Uddevalla Publik: 1 118 Domare: Mohammed Al-Hakim |
| 16:00 UTC+1 | 16:00 UTC+1      |                            |                 |                                       | Uddevalla Publik: 1 118 Domare: Mohammed Al-Hakim | Uddevalla Publik: 1 118 Domare: Mohammed Al-Hakim |

|             | 24 februari 2018 | Halmstads BK                                                                                             | 5 – 0           | Syrianska FC | Skedalaheds IP                             |                                            |
| 16:00 UTC+1 | 16:00 UTC+1      | Pontus Silfwer 11′ Kosuke Kinoshita 32′ Gabriel Gudmundsson 45′ Alexander Berntsson 54′ Dida Rashidi 71′ | (3 – 0) Rapport |              | Halmstad Publik: 288 Domare: Antti Kanerva | Halmstad Publik: 288 Domare: Antti Kanerva |
| 16:00 UTC+1 | 16:00 UTC+1      | |                 |              | Halmstad Publik: 288 Domare: Antti Kanerva | Halmstad Publik: 288 Domare: Antti Kanerva |
| 16:00 UTC+1 | 16:00 UTC+1      | |                 |              | Halmstad Publik: 288 Domare: Antti Kanerva | Halmstad Publik: 288 Domare: Antti Kanerva |

|             | 4 mars 2018 | Syrianska FC                                                     | 5 – 3           | IK Oddevold                                     | Södertälje fotbollsarena                     |                                              |
| 15:00 UTC+1 | 15:00 UTC+1 | Seth Hellberg 34′ Aziz Ada 63′, 75′ Sebastian Rajalakso 71′, 84′ | (1 – 1) Rapport | 15′, 82′ (str.) Liridon Selmani 90′ Besim Alimi | Södertälje Publik: 100 Domare: Adam Ladebäck | Södertälje Publik: 100 Domare: Adam Ladebäck |
| 15:00 UTC+1 | 15:00 UTC+1 |                                                                  |                 |                                                 | Södertälje Publik: 100 Domare: Adam Ladebäck | Södertälje Publik: 100 Domare: Adam Ladebäck |
| 15:00 UTC+1 | 15:00 UTC+1 |                                                                  |                 |                                                 | Södertälje Publik: 100 Domare: Adam Ladebäck | Södertälje Publik: 100 Domare: Adam Ladebäck |

|             | 4 mars 2018 | AIK                                                               | 3 – 1           | Halmstads BK              | Tele2 Arena                                    |                                                |
| 15:00 UTC+1 | 15:00 UTC+1 | Henok Goitom 5′ (str.) Kristoffer Olsson 68′ Rasmus Lindkvist 88′ | (1 – 0) Rapport | 61′ (str.) Pontus Silfwer | Stockholm Publik: 7 828 Domare: Jonas Eriksson | Stockholm Publik: 7 828 Domare: Jonas Eriksson |
| 15:00 UTC+1 | 15:00 UTC+1 |                                                                   |                 |                           | Stockholm Publik: 7 828 Domare: Jonas Eriksson | Stockholm Publik: 7 828 Domare: Jonas Eriksson |
| 15:00 UTC+1 | 15:00 UTC+1 |                                                                   |                 |                           | Stockholm Publik: 7 828 Domare: Jonas Eriksson | Stockholm Publik: 7 828 Domare: Jonas Eriksson |

### Grupp 3
| Nr | Lag             | S | V | O | F | GM | IM | MS | P |
| -- | --------------- | - | - | - | - | -- | -- | -- | - |
| 1  | Djurgårdens IF  | 3 | 3 | 0 | 0 | 8  | 0  | +8 | 9 |
| 2  | Degerfors IF    | 3 | 1 | 1 | 1 | 4  | 8  | −4 | 4 |
| 3  | IK Frej         | 3 | 1 | 0 | 2 | 3  | 5  | −2 | 3 |
| 4  | Jönköping Södra | 3 | 0 | 1 | 2 | 2  | 4  | −2 | 1 |

|             | 18 februari 2018 | Jönköpings Södra | 1 – 2           | IK Frej                                              | Elmiahallen                             |                                         |
| 15:00 UTC+1 | 15:00 UTC+1      | Erik Moberg 5′   | (1 – 2) Rapport | 10′ Luca Gerbino Polo 42′ Kostas Stavrothanasopoulos | Jönköping Publik: 752 Domare: Per Melin | Jönköping Publik: 752 Domare: Per Melin |
| 15:00 UTC+1 | 15:00 UTC+1      |                  |                 |                                                      | Jönköping Publik: 752 Domare: Per Melin | Jönköping Publik: 752 Domare: Per Melin |
| 15:00 UTC+1 | 15:00 UTC+1      |                  |                 |                                                      | Jönköping Publik: 752 Domare: Per Melin | Jönköping Publik: 752 Domare: Per Melin |

|             | 19 februari 2018 | Djurgårdens IF                                                                             | 6 – 0           | Degerfors IF | Tele2 Arena                                   |                                               |
| 15:00 UTC+1 | 15:00 UTC+1      | Haris Radetinac 16′, 90′ Kerim Mrabti 33′ Jonathan Augustinsson 48′ Tino Kadewere 51′, 54′ | (2 – 0) Rapport |              | Stockholm Publik: 5 568 Domare: Antti Kanerva | Stockholm Publik: 5 568 Domare: Antti Kanerva |
| 15:00 UTC+1 | 15:00 UTC+1      |                                                                                            |                 |              | Stockholm Publik: 5 568 Domare: Antti Kanerva | Stockholm Publik: 5 568 Domare: Antti Kanerva |
| 15:00 UTC+1 | 15:00 UTC+1      |                                                                                            |                 |              | Stockholm Publik: 5 568 Domare: Antti Kanerva | Stockholm Publik: 5 568 Domare: Antti Kanerva |

|             | 24 februari 2018 | IK Frej | 0 – 1           | Djurgårdens IF        | Vikingavallen                                   |                                                 |
| 12:00 UTC+1 | 12:00 UTC+1      |         | (0 – 0) Rapport | 75′ Niklas Gunnarsson | Stockholm Publik: 2 512 Domare: Magnus Lindgren | Stockholm Publik: 2 512 Domare: Magnus Lindgren |
| 12:00 UTC+1 | 12:00 UTC+1      |         |                 |                       | Stockholm Publik: 2 512 Domare: Magnus Lindgren | Stockholm Publik: 2 512 Domare: Magnus Lindgren |
| 12:00 UTC+1 | 12:00 UTC+1      |         |                 |                       | Stockholm Publik: 2 512 Domare: Magnus Lindgren | Stockholm Publik: 2 512 Domare: Magnus Lindgren |

|             | 25 februari 2018 | Jönköpings Södra | 1 – 1           | Degerfors IF       | Elmiahallen                                  |                                              |
| 17:00 UTC+1 | 17:00 UTC+1      | Tommy Thelin 90′ | (0 – 0) Rapport | 64′ Oliver Nilsson | Jönköping Publik: 512 Domare: Fredrik Klitte | Jönköping Publik: 512 Domare: Fredrik Klitte |
| 17:00 UTC+1 | 17:00 UTC+1      |                  |                 |                    | Jönköping Publik: 512 Domare: Fredrik Klitte | Jönköping Publik: 512 Domare: Fredrik Klitte |
| 17:00 UTC+1 | 17:00 UTC+1      |                  |                 |                    | Jönköping Publik: 512 Domare: Fredrik Klitte | Jönköping Publik: 512 Domare: Fredrik Klitte |

|             | 3 mars 2018 | Degerfors IF                                             | 3 – 1           | IK Frej               | Stora Valla                                   |                                               |
| 14:00 UTC+1 | 14:00 UTC+1 | Oliver Ekroth 41′ Andreas Jansson 81′ Sargon Abraham 90′ | (1 – 0) Rapport | 84′ Luca Gerbino Polo | Degerfors Publik: 136 Domare: Fredrik Hansson | Degerfors Publik: 136 Domare: Fredrik Hansson |
| 14:00 UTC+1 | 14:00 UTC+1 |                                                          |                 |                       | Degerfors Publik: 136 Domare: Fredrik Hansson | Degerfors Publik: 136 Domare: Fredrik Hansson |
| 14:00 UTC+1 | 14:00 UTC+1 |                                                          |                 |                       | Degerfors Publik: 136 Domare: Fredrik Hansson | Degerfors Publik: 136 Domare: Fredrik Hansson |

|             | 3 mars 2018 | Djurgårdens IF   | 1 – 0           | Jönköpings Södra | Tele2 Arena                                        |                                                    |
| 14:00 UTC+1 | 14:00 UTC+1 | Kevin Walker 83′ | (0 – 0) Rapport |                  | Stockholm Publik: 6 214 Domare: Stefan Johannesson | Stockholm Publik: 6 214 Domare: Stefan Johannesson |
| 14:00 UTC+1 | 14:00 UTC+1 |                  |                 |                  | Stockholm Publik: 6 214 Domare: Stefan Johannesson | Stockholm Publik: 6 214 Domare: Stefan Johannesson |
| 14:00 UTC+1 | 14:00 UTC+1 |                  |                 |                  | Stockholm Publik: 6 214 Domare: Stefan Johannesson | Stockholm Publik: 6 214 Domare: Stefan Johannesson |

### Grupp 4
| Nr | Lag           | S | V | O | F | GM | IM | MS | P |
| -- | ------------- | - | - | - | - | -- | -- | -- | - |
| 1  | BK Häcken     | 3 | 2 | 1 | 0 | 7  | 1  | +6 | 7 |
| 2  | GIF Sundsvall | 3 | 2 | 1 | 0 | 7  | 4  | +3 | 7 |
| 3  | IFK Värnamo   | 3 | 1 | 0 | 2 | 2  | 4  | −2 | 3 |
| 4  | Norrby IF     | 3 | 0 | 0 | 3 | 2  | 9  | −7 | 0 |

|             | 17 februari 2018 | GIF Sundsvall                                             | 4 – 2           | Norrby IF                              | Nordichallen                                  |                                               |
| 16:00 UTC+1 | 16:00 UTC+1      | Peter Wilson 20′, 48′ Romain Gall 55′ Linus Hallenius 74′ | (1 – 0) Rapport | 63′ Lasse Nilsson 88′ Richard Yarsuvat | Sundsvall Publik: 350 Domare: Fredrik Hansson | Sundsvall Publik: 350 Domare: Fredrik Hansson |
| 16:00 UTC+1 | 16:00 UTC+1      |                                                           |                 |                                        | Sundsvall Publik: 350 Domare: Fredrik Hansson | Sundsvall Publik: 350 Domare: Fredrik Hansson |
| 16:00 UTC+1 | 16:00 UTC+1      |                                                           |                 |                                        | Sundsvall Publik: 350 Domare: Fredrik Hansson | Sundsvall Publik: 350 Domare: Fredrik Hansson |

|             | 18 februari 2018 | BK Häcken                        | 2 – 0           | IFK Värnamo | Bravida Arena                               |                                             |
| 17:00 UTC+1 | 17:00 UTC+1      | Daleho Irandust 52′ Paulinho 84′ | (0 – 0) Rapport |             | Göteborg Publik: 623 Domare: Robert Daradic | Göteborg Publik: 623 Domare: Robert Daradic |
| 17:00 UTC+1 | 17:00 UTC+1      |                                  |                 |             | Göteborg Publik: 623 Domare: Robert Daradic | Göteborg Publik: 623 Domare: Robert Daradic |
| 17:00 UTC+1 | 17:00 UTC+1      |                                  |                 |             | Göteborg Publik: 623 Domare: Robert Daradic | Göteborg Publik: 623 Domare: Robert Daradic |

|             | 24 februari 2018 | GIF Sundsvall                      | 2 – 1           | IFK Värnamo                     | Nordichallen                               |                                            |
| 14:00 UTC+1 | 14:00 UTC+1      | Linus Hallenius 4′ Romain Gall 76′ | (1 – 1) Rapport | 23′ Alexander Achinioti Jönsson | Sundsvall Publik: 333 Domare: Farouk Nehdi | Sundsvall Publik: 333 Domare: Farouk Nehdi |
| 14:00 UTC+1 | 14:00 UTC+1      |                                    |                 |                                 | Sundsvall Publik: 333 Domare: Farouk Nehdi | Sundsvall Publik: 333 Domare: Farouk Nehdi |
| 14:00 UTC+1 | 14:00 UTC+1      |                                    |                 |                                 | Sundsvall Publik: 333 Domare: Farouk Nehdi | Sundsvall Publik: 333 Domare: Farouk Nehdi |

|             | 25 februari 2018 | Norrby IF | 0 – 4           | BK Häcken                                                                       | Borås Arena                                |                                            |
| 15:00 UTC+1 | 15:00 UTC+1      |           | (0 – 3) Rapport | 7′ Daleho Irandust 27′ Kari Arkivuo 42′ Paulo José de Oliveira 67′ Erik Friberg | Borås Publik: 145 Domare: Granit Maqedonci | Borås Publik: 145 Domare: Granit Maqedonci |
| 15:00 UTC+1 | 15:00 UTC+1      |           |                 |                                                                                 | Borås Publik: 145 Domare: Granit Maqedonci | Borås Publik: 145 Domare: Granit Maqedonci |
| 15:00 UTC+1 | 15:00 UTC+1      |           |                 |                                                                                 | Borås Publik: 145 Domare: Granit Maqedonci | Borås Publik: 145 Domare: Granit Maqedonci |

|             | 3 mars 2018 | IFK Värnamo    | 1 – 0           | Norrby IF | Finnvedsvallen                        |                                       |
| 16:00 UTC+1 | 16:00 UTC+1 | Daniel Ask 14′ | (1 – 0) Rapport |           | Värnamo Publik: 115 Domare: Per Melin | Värnamo Publik: 115 Domare: Per Melin |
| 16:00 UTC+1 | 16:00 UTC+1 |                |                 |           | Värnamo Publik: 115 Domare: Per Melin | Värnamo Publik: 115 Domare: Per Melin |
| 16:00 UTC+1 | 16:00 UTC+1 |                |                 |           | Värnamo Publik: 115 Domare: Per Melin | Värnamo Publik: 115 Domare: Per Melin |

|             | 3 mars 2018 | BK Häcken           | 1 – 1           | GIF Sundsvall    | Bravida Arena                                |                                              |
| 16:00 UTC+1 | 16:00 UTC+1 | Alhassan Kamara 72′ | (0 – 1) Rapport | 25′ Kim Skoglund | Göteborg Publik: 623 Domare: Patrik Eriksson | Göteborg Publik: 623 Domare: Patrik Eriksson |
| 16:00 UTC+1 | 16:00 UTC+1 |                     |                 |                  | Göteborg Publik: 623 Domare: Patrik Eriksson | Göteborg Publik: 623 Domare: Patrik Eriksson |
| 16:00 UTC+1 | 16:00 UTC+1 |                     |                 |                  | Göteborg Publik: 623 Domare: Patrik Eriksson | Göteborg Publik: 623 Domare: Patrik Eriksson |

### Grupp 5
| Nr | Lag            | S | V | O | F | GM | IM | MS | P |
| -- | -------------- | - | - | - | - | -- | -- | -- | - |
| 1  | Östersunds FK  | 3 | 3 | 0 | 0 | 8  | 0  | +8 | 9 |
| 2  | Kalmar FF      | 3 | 1 | 1 | 1 | 2  | 4  | −2 | 4 |
| 3  | Trelleborgs FF | 3 | 1 | 0 | 2 | 4  | 5  | −1 | 3 |
| 4  | Åtvidabergs FF | 3 | 0 | 1 | 2 | 0  | 5  | −5 | 1 |

|             | 9 februari 2018 | Östersunds FK                                              | 3 – 0           | Trelleborgs FF | Jämtkraft Arena                                |                                                |
| 19:00 UTC+1 | 19:00 UTC+1     | Dino Islamovic 9′ Tesfaldet Tekie 76′ Tom Pettersson 90+2′ | (1 – 0) Rapport |                | Östersund Publik: 1 546 Domare: Jonas Eriksson | Östersund Publik: 1 546 Domare: Jonas Eriksson |
| 19:00 UTC+1 | 19:00 UTC+1     |                                                            |                 |                | Östersund Publik: 1 546 Domare: Jonas Eriksson | Östersund Publik: 1 546 Domare: Jonas Eriksson |
| 19:00 UTC+1 | 19:00 UTC+1     |                                                            |                 |                | Östersund Publik: 1 546 Domare: Jonas Eriksson | Östersund Publik: 1 546 Domare: Jonas Eriksson |

|             | 17 februari 2018 | Kalmar FF | 0 – 0           | Åtvidabergs FF | Gasten IP                              |                                        |
| 14:00 UTC+1 | 14:00 UTC+1      |           | (0 – 0) Rapport |                | Kalmar Publik: 393 Domare: Mirza Kazic | Kalmar Publik: 393 Domare: Mirza Kazic |
| 14:00 UTC+1 | 14:00 UTC+1      |           |                 |                | Kalmar Publik: 393 Domare: Mirza Kazic | Kalmar Publik: 393 Domare: Mirza Kazic |
| 14:00 UTC+1 | 14:00 UTC+1      |           |                 |                | Kalmar Publik: 393 Domare: Mirza Kazic | Kalmar Publik: 393 Domare: Mirza Kazic |

|             | 25 februari 2018 | Kalmar FF                              | 2 – 1           | Trelleborgs FF   | Gasten IP                                                    |                                                              |
| 17:00 UTC+1 | 17:00 UTC+1      | Romário Pereira Sipião 31′, 44′ (str.) | (2 – 1) Rapport | 2′ Felix Hörberg | Kalmar Publik: 237<refname="kfftff"/> Domare: Andreas Ekberg | Kalmar Publik: 237<refname="kfftff"/> Domare: Andreas Ekberg |
| 17:00 UTC+1 | 17:00 UTC+1      |                                        |                 |                  | Kalmar Publik: 237<refname="kfftff"/> Domare: Andreas Ekberg | Kalmar Publik: 237<refname="kfftff"/> Domare: Andreas Ekberg |
| 17:00 UTC+1 | 17:00 UTC+1      |                                        |                 |                  | Kalmar Publik: 237<refname="kfftff"/> Domare: Andreas Ekberg | Kalmar Publik: 237<refname="kfftff"/> Domare: Andreas Ekberg |

|             | 26 februari 2018 | Åtvidabergs FF | 0 – 2           | Östersunds FK                       | Kopparvallen                                |                                             |
| 19:00 UTC+1 | 19:00 UTC+1      |                | (0 – 0) Rapport | 65′ Saman Ghoddos 88′ Jamie Hopcutt | Åtvidaberg Publik: 508 Domare: Johan Krantz | Åtvidaberg Publik: 508 Domare: Johan Krantz |
| 19:00 UTC+1 | 19:00 UTC+1      |                |                 |                                     | Åtvidaberg Publik: 508 Domare: Johan Krantz | Åtvidaberg Publik: 508 Domare: Johan Krantz |
| 19:00 UTC+1 | 19:00 UTC+1      |                |                 |                                     | Åtvidaberg Publik: 508 Domare: Johan Krantz | Åtvidaberg Publik: 508 Domare: Johan Krantz |

|             | 3 mars 2018 | Trelleborgs FF                                                | 3 – 0           | Åtvidabergs FF | Vångavallen                                |                                            |
| 14:00 UTC+1 | 14:00 UTC+1 | Zoran Jovanovic 58′ Deniz Hümmet 75′ Noah Christoffersson 85′ | (0 – 0) Rapport |                | Trelleborg Publik: 112 Domare: Mirza Kazic | Trelleborg Publik: 112 Domare: Mirza Kazic |
| 14:00 UTC+1 | 14:00 UTC+1 |                                                               |                 |                | Trelleborg Publik: 112 Domare: Mirza Kazic | Trelleborg Publik: 112 Domare: Mirza Kazic |
| 14:00 UTC+1 | 14:00 UTC+1 |                                                               |                 |                | Trelleborg Publik: 112 Domare: Mirza Kazic | Trelleborg Publik: 112 Domare: Mirza Kazic |

|             | 3 mars 2018 | Östersunds FK                                              | 3 – 0           | Kalmar FF | Jämtkraft Arena                                |                                                |
| 14:00 UTC+1 | 14:00 UTC+1 | Brwa Nouri 26′ (str.) Saman Ghoddos 29′ Dino Islamovic 77′ | (2 – 0) Rapport |           | Östersund Publik: 1 729 Domare: Kaspar Sjöberg | Östersund Publik: 1 729 Domare: Kaspar Sjöberg |
| 14:00 UTC+1 | 14:00 UTC+1 |                                                            |                 |           | Östersund Publik: 1 729 Domare: Kaspar Sjöberg | Östersund Publik: 1 729 Domare: Kaspar Sjöberg |
| 14:00 UTC+1 | 14:00 UTC+1 |                                                            |                 |           | Östersund Publik: 1 729 Domare: Kaspar Sjöberg | Östersund Publik: 1 729 Domare: Kaspar Sjöberg |

### Grupp 6
| Nr | Lag             | S | V | O | F | GM | IM | MS | P |
| -- | --------------- | - | - | - | - | -- | -- | -- | - |
| 1  | Örebro SK       | 3 | 1 | 2 | 0 | 6  | 3  | +3 | 5 |
| 2  | Helsingborgs IF | 3 | 1 | 2 | 0 | 5  | 2  | +3 | 5 |
| 3  | IFK Norrköping  | 3 | 1 | 2 | 0 | 6  | 5  | +1 | 5 |
| 4  | Tvååkers IF     | 3 | 0 | 0 | 3 | 2  | 9  | −7 | 0 |

|             | 17 februari 2018 | IFK Norrköping        | 1 – 1           | Helsingborgs IF    | Östgötaporten                                 |                                               |
| 16:00 UTC+1 | 16:00 UTC+1      | Andreas Johansson 90′ | (0 – 1) Rapport | 21′ Carl Johansson | Norrköping Publik: 1 870 Domare: Glenn Nyberg | Norrköping Publik: 1 870 Domare: Glenn Nyberg |
| 16:00 UTC+1 | 16:00 UTC+1      |                       |                 |                    | Norrköping Publik: 1 870 Domare: Glenn Nyberg | Norrköping Publik: 1 870 Domare: Glenn Nyberg |
| 16:00 UTC+1 | 16:00 UTC+1      |                       |                 |                    | Norrköping Publik: 1 870 Domare: Glenn Nyberg | Norrköping Publik: 1 870 Domare: Glenn Nyberg |

|             | 18 februari 2018 | Tvååkers IF | 0 – 3           | Örebro SK                                     | Övrevi IP                                |                                          |
| 15:00 UTC+1 | 15:00 UTC+1      |             | (0 – 1) Rapport | 42′ Kennedy Igboananike 82′, 90′ Nahir Besara | Tvååker Publik: 176 Domare: Nermin Cisic | Tvååker Publik: 176 Domare: Nermin Cisic |
| 15:00 UTC+1 | 15:00 UTC+1      |             |                 |                                               | Tvååker Publik: 176 Domare: Nermin Cisic | Tvååker Publik: 176 Domare: Nermin Cisic |
| 15:00 UTC+1 | 15:00 UTC+1      |             |                 |                                               | Tvååker Publik: 176 Domare: Nermin Cisic | Tvååker Publik: 176 Domare: Nermin Cisic |

|             | 24 februari 2018 | Tvååkers IF                                    | 2 – 3           | IFK Norrköping                                                | Övrevi IP                                 |                                           |
| 14:00 UTC+1 | 14:00 UTC+1      | Alexandrer Johansson 41′ Oliver Nedanovski 45′ | (2 – 0) Rapport | 67′ Alexander Jakobsen 76′ Simon Thern 89′ Jón Gudni Fjóluson | Tvååker Publik: 1 213 Domare: Mirza Kazic | Tvååker Publik: 1 213 Domare: Mirza Kazic |
| 14:00 UTC+1 | 14:00 UTC+1      |                                                |                 |                                                               | Tvååker Publik: 1 213 Domare: Mirza Kazic | Tvååker Publik: 1 213 Domare: Mirza Kazic |
| 14:00 UTC+1 | 14:00 UTC+1      |                                                |                 |                                                               | Tvååker Publik: 1 213 Domare: Mirza Kazic | Tvååker Publik: 1 213 Domare: Mirza Kazic |

|             | 24 februari 2018 | Örebro SK                 | 1 – 1           | Helsingborgs IF     | Behrn Arena                               |                                           |
| 14:00 UTC+1 | 14:00 UTC+1      | Kennedy Igboananike 90+4′ | (0 – 0) Rapport | 75′ Mikael Dahlberg | Örebro Publik: 791 Domare: Kaspar Sjöberg | Örebro Publik: 791 Domare: Kaspar Sjöberg |
| 14:00 UTC+1 | 14:00 UTC+1      |                           |                 |                     | Örebro Publik: 791 Domare: Kaspar Sjöberg | Örebro Publik: 791 Domare: Kaspar Sjöberg |
| 14:00 UTC+1 | 14:00 UTC+1      |                           |                 |                     | Örebro Publik: 791 Domare: Kaspar Sjöberg | Örebro Publik: 791 Domare: Kaspar Sjöberg |

|             | 3 mars 2018 | Helsingborgs IF                                             | 3 – 0           | Tvååkers IF | Olympiafältet                                   |                                                 |
| 16:00 UTC+1 | 16:00 UTC+1 | Andri Rúnar Bjarnason 34′, 44′ Alex Timossi Andersson 90+3′ | (2 – 0) Rapport |             | Helsingborg Publik: 1 067 Domare: Antti Kanerva | Helsingborg Publik: 1 067 Domare: Antti Kanerva |
| 16:00 UTC+1 | 16:00 UTC+1 |                                                             |                 |             | Helsingborg Publik: 1 067 Domare: Antti Kanerva | Helsingborg Publik: 1 067 Domare: Antti Kanerva |
| 16:00 UTC+1 | 16:00 UTC+1 |                                                             |                 |             | Helsingborg Publik: 1 067 Domare: Antti Kanerva | Helsingborg Publik: 1 067 Domare: Antti Kanerva |

|             | 3 mars 2018 | IFK Norrköping                              | 2 – 2           | Örebro SK                        | Östgötaporten                                 |                                               |
| 16:00 UTC+1 | 16:00 UTC+1 | David Moberg Karlsson 57′ Karl Holmberg 83′ | (0 – 0) Rapport | 58′ Nahir Besara 90′ Filip Rogic | Norrköping Publik: 1 864 Domare: Glenn Nyberg | Norrköping Publik: 1 864 Domare: Glenn Nyberg |
| 16:00 UTC+1 | 16:00 UTC+1 |                                             |                 |                                  | Norrköping Publik: 1 864 Domare: Glenn Nyberg | Norrköping Publik: 1 864 Domare: Glenn Nyberg |
| 16:00 UTC+1 | 16:00 UTC+1 |                                             |                 |                                  | Norrköping Publik: 1 864 Domare: Glenn Nyberg | Norrköping Publik: 1 864 Domare: Glenn Nyberg |

### Grupp 7
| Nr | Lag           | S | V | O | F | GM | IM | MS | P |
| -- | ------------- | - | - | - | - | -- | -- | -- | - |
| 1  | IFK Göteborg  | 3 | 1 | 2 | 0 | 4  | 3  | +1 | 5 |
| 2  | Östers IF     | 3 | 1 | 2 | 0 | 4  | 3  | +1 | 5 |
| 3  | Varbergs BoIS | 3 | 1 | 0 | 2 | 3  | 4  | −1 | 3 |
| 4  | IK Sirius     | 3 | 0 | 2 | 1 | 4  | 5  | −1 | 2 |

|             | 17 februari 2018 | IK Sirius           | 1 – 1           | Östers IF      | Lötens IP                               |                                         |
| 16:00 UTC+1 | 16:00 UTC+1      | Stefano Vecchia 72′ | (0 – 1) Rapport | 43′ Simon Helg | Uppsala Publik: 900 Domare: Victor Wolf | Uppsala Publik: 900 Domare: Victor Wolf |
| 16:00 UTC+1 | 16:00 UTC+1      |                     |                 |                | Uppsala Publik: 900 Domare: Victor Wolf | Uppsala Publik: 900 Domare: Victor Wolf |
| 16:00 UTC+1 | 16:00 UTC+1      |                     |                 |                | Uppsala Publik: 900 Domare: Victor Wolf | Uppsala Publik: 900 Domare: Victor Wolf |

|             | 17 februari 2018 | IFK Göteborg        | 1 – 0           | Varbergs BoIS | Bravida Arena                                      |                                                    |
| 16:00 UTC+1 | 16:00 UTC+1      | Mikkel Diskerud 75′ | (0 – 0) Rapport |               | Göteborg Publik: 2 410 Domare: Kristoffer Karlsson | Göteborg Publik: 2 410 Domare: Kristoffer Karlsson |
| 16:00 UTC+1 | 16:00 UTC+1      |                     |                 |               | Göteborg Publik: 2 410 Domare: Kristoffer Karlsson | Göteborg Publik: 2 410 Domare: Kristoffer Karlsson |
| 16:00 UTC+1 | 16:00 UTC+1      |                     |                 |               | Göteborg Publik: 2 410 Domare: Kristoffer Karlsson | Göteborg Publik: 2 410 Domare: Kristoffer Karlsson |

|             | 24 februari 2018 | IFK Göteborg        | 1 – 1           | Östers IF      | Bravida Arena                                |                                              |
| 14:00 UTC+1 | 14:00 UTC+1      | Mikkel Diskerud 67′ | (0 – 1) Rapport | 19′ Simon Helg | Göteborg Publik: 2 041 Domare: Adam Ladebäck | Göteborg Publik: 2 041 Domare: Adam Ladebäck |
| 14:00 UTC+1 | 14:00 UTC+1      |                     |                 |                | Göteborg Publik: 2 041 Domare: Adam Ladebäck | Göteborg Publik: 2 041 Domare: Adam Ladebäck |
| 14:00 UTC+1 | 14:00 UTC+1      |                     |                 |                | Göteborg Publik: 2 041 Domare: Adam Ladebäck | Göteborg Publik: 2 041 Domare: Adam Ladebäck |

|             | 25 februari 2018 | Varbergs BoIS                               | 2 – 1           | IK Sirius           | Övrevi IP                                  |                                            |
| 15:00 UTC+1 | 15:00 UTC+1      | Nahom Girmai Netabay 22′ Perparim Beqaj 64′ | (1 – 1) Rapport | 39′ Stefano Vecchia | Tvååker Publik: 421 Domare: Robert Daradic | Tvååker Publik: 421 Domare: Robert Daradic |
| 15:00 UTC+1 | 15:00 UTC+1      |                                             |                 |                     | Tvååker Publik: 421 Domare: Robert Daradic | Tvååker Publik: 421 Domare: Robert Daradic |
| 15:00 UTC+1 | 15:00 UTC+1      |                                             |                 |                     | Tvååker Publik: 421 Domare: Robert Daradic | Tvååker Publik: 421 Domare: Robert Daradic |

|             | 4 mars 2018 | Östers IF                  | 2 – 1           | Varbergs BoIS     | Tipshallen                                |                                           |
| 17:00 UTC+1 | 17:00 UTC+1 | David Johannesson 58′, 90′ | (0 – 0) Rapport | 90′ Jakob Bergman | Växjö Publik: 953 Domare: Magnus Lindgren | Växjö Publik: 953 Domare: Magnus Lindgren |
| 17:00 UTC+1 | 17:00 UTC+1 |                            |                 |                   | Växjö Publik: 953 Domare: Magnus Lindgren | Växjö Publik: 953 Domare: Magnus Lindgren |
| 17:00 UTC+1 | 17:00 UTC+1 |                            |                 |                   | Växjö Publik: 953 Domare: Magnus Lindgren | Växjö Publik: 953 Domare: Magnus Lindgren |

|             | 4 mars 2018 | IK Sirius                                      | 2 – 2           | IFK Göteborg                                 | Lötens IP                                       |                                                 |
| 17:00 UTC+1 | 17:00 UTC+1 | Jesper Arvidsson 50′ (str.) Linus Nygren 90+1′ | (0 – 0) Rapport | 54′ Elías Már Ómarsson 80′ Sebastian Ohlsson | Uppsala Publik: 1 229 Domare: Mohammed Al-Hakim | Uppsala Publik: 1 229 Domare: Mohammed Al-Hakim |
| 17:00 UTC+1 | 17:00 UTC+1 |                                                |                 |                                              | Uppsala Publik: 1 229 Domare: Mohammed Al-Hakim | Uppsala Publik: 1 229 Domare: Mohammed Al-Hakim |
| 17:00 UTC+1 | 17:00 UTC+1 |                                                |                 |                                              | Uppsala Publik: 1 229 Domare: Mohammed Al-Hakim | Uppsala Publik: 1 229 Domare: Mohammed Al-Hakim |

### Grupp 8
| Nr | Lag          | S | V | O | F | GM | IM | MS  | P |
| -- | ------------ | - | - | - | - | -- | -- | --- | - |
| 1  | Gais         | 3 | 2 | 1 | 0 | 10 | 5  | +5  | 7 |
| 2  | IF Elfsborg  | 3 | 2 | 0 | 1 | 8  | 4  | +4  | 6 |
| 3  | Hammarby IF  | 3 | 1 | 1 | 1 | 7  | 6  | +1  | 4 |
| 4  | Vasalunds IF | 3 | 0 | 0 | 3 | 1  | 11 | −10 | 0 |

|             | 18 februari 2018 | Vasalunds IF   | 1 – 3           | Hammarby IF                                                     | Tele2 Arena                                  |                                              |
| 15:00 UTC+1 | 15:00 UTC+1      | Mai Traore 75′ | (0 – 1) Rapport | 6′, 27′ (str.) Jiloan Hamad 52′ Serge-Junior Martinsson Ngouali | Stockholm Publik: 5 207 Domare: Farouk Nehdi | Stockholm Publik: 5 207 Domare: Farouk Nehdi |
| 15:00 UTC+1 | 15:00 UTC+1      |                |                 |                                                                 | Stockholm Publik: 5 207 Domare: Farouk Nehdi | Stockholm Publik: 5 207 Domare: Farouk Nehdi |
| 15:00 UTC+1 | 15:00 UTC+1      |                |                 |                                                                 | Stockholm Publik: 5 207 Domare: Farouk Nehdi | Stockholm Publik: 5 207 Domare: Farouk Nehdi |

|             | 19 februari 2018 | IF Elfsborg                         | 2 – 3           | Gais                                                    | Borås Arena                              |                                          |
| 19:00 UTC+1 | 19:00 UTC+1      | Joakim Nilsson 19′ Issam Jebali 24′ | (2 – 2) Rapport | 12′ Andreas Östling 28′ Dusan Djuric 53′ Edin Hamidovic | Borås Publik: 798 Domare: Kaspar Sjöberg | Borås Publik: 798 Domare: Kaspar Sjöberg |
| 19:00 UTC+1 | 19:00 UTC+1      |                                     |                 |                                                         | Borås Publik: 798 Domare: Kaspar Sjöberg | Borås Publik: 798 Domare: Kaspar Sjöberg |
| 19:00 UTC+1 | 19:00 UTC+1      |                                     |                 |                                                         | Borås Publik: 798 Domare: Kaspar Sjöberg | Borås Publik: 798 Domare: Kaspar Sjöberg |

|             | 25 februari 2018 | Vasalunds IF | 0 – 4           | IF Elfsborg                                                                 | Skytteholms IP                             |                                            |
| 17:00 UTC+1 | 17:00 UTC+1      |              | (0 – 2) Rapport | 15′ Joakim Nilsson 45′ Ibrahim Drešević 79′ Viktor Prodell 86′ Issam Jebali | Stockholm Publik: 162 Domare: Nermin Cisic | Stockholm Publik: 162 Domare: Nermin Cisic |
| 17:00 UTC+1 | 17:00 UTC+1      |              |                 |                                                                             | Stockholm Publik: 162 Domare: Nermin Cisic | Stockholm Publik: 162 Domare: Nermin Cisic |
| 17:00 UTC+1 | 17:00 UTC+1      |              |                 |                                                                             | Stockholm Publik: 162 Domare: Nermin Cisic | Stockholm Publik: 162 Domare: Nermin Cisic |

|             | 25 februari 2018 | Hammarby IF                                       | 3 – 3           | Gais                                        | Tele2 Arena                                         |                                                     |
| 17:00 UTC+1 | 17:00 UTC+1      | Sander Svendsen 17′ Pa Dibba 73′ Imad Khalili 88′ | (1 – 2) Rapport | 19′, 70′ Edin Hamidovic 37′ August Wängberg | Stockholm Publik: 7 108 Domare: Kristoffer Karlsson | Stockholm Publik: 7 108 Domare: Kristoffer Karlsson |
| 17:00 UTC+1 | 17:00 UTC+1      |                                                   |                 |                                             | Stockholm Publik: 7 108 Domare: Kristoffer Karlsson | Stockholm Publik: 7 108 Domare: Kristoffer Karlsson |
| 17:00 UTC+1 | 17:00 UTC+1      |                                                   |                 |                                             | Stockholm Publik: 7 108 Domare: Kristoffer Karlsson | Stockholm Publik: 7 108 Domare: Kristoffer Karlsson |

|             | 4 mars 2018 | Gais                                                       | 4 – 0           | Vasalunds IF | Bravida Arena                             |                                           |
| 15:00 UTC+1 | 15:00 UTC+1 | Edin Hamidovic 4′, 48′ Junes Barny 45′ Ajdin Zeljkovic 90′ | (2 – 0) Rapport |              | Göteborg Publik: 581 Domare: Nermin Cisic | Göteborg Publik: 581 Domare: Nermin Cisic |
| 15:00 UTC+1 | 15:00 UTC+1 |                                                            |                 |              | Göteborg Publik: 581 Domare: Nermin Cisic | Göteborg Publik: 581 Domare: Nermin Cisic |
| 15:00 UTC+1 | 15:00 UTC+1 |                                                            |                 |              | Göteborg Publik: 581 Domare: Nermin Cisic | Göteborg Publik: 581 Domare: Nermin Cisic |

|             | 4 mars 2018 | IF Elfsborg                            | 2 – 1           | Hammarby IF             | Borås Arena                              |                                          |
| 15:00 UTC+1 | 15:00 UTC+1 | Per Frick 36′ Samuel Holmén 79′ (str.) | (1 – 0) Rapport | 87′ Kennedy Bakircioglu | Borås Publik: 778 Domare: Andreas Ekberg | Borås Publik: 778 Domare: Andreas Ekberg |
| 15:00 UTC+1 | 15:00 UTC+1 |                                        |                 |                         | Borås Publik: 778 Domare: Andreas Ekberg | Borås Publik: 778 Domare: Andreas Ekberg |
| 15:00 UTC+1 | 15:00 UTC+1 |                                        |                 |                         | Borås Publik: 778 Domare: Andreas Ekberg | Borås Publik: 778 Domare: Andreas Ekberg |

## Anmärkningslista
1. ↑  Matchen mellan Gefle IF och Malmö FF skulle ha börjat 15:00 UTC+1 men fick skjutas upp på grund av snökaos och att planen inte var plogad till matchstart. Gefle IF gick ut med beskedet, innan man kollat om den tänkta reservplanen var spelbar, att matchen skulle flyttas till Jernvallen i Sandviken.[4][5]